# دهستان بندزرک
دهستان بندزرک، یکی از دهستان‌های بخش بندزرک شهرستان میناب در استان هرمزگان ایران است. مرکز این دهستان، شهر بندزرک است.

## جمعیت
بر پایه سرشماری عمومی نفوس و مسکن در سال ۱۳۹۵، جمعیت دهستان بندزرک برابر با ۲۴٬۹۰۱ نفر بوده‌است.